# Bimini-Twist-Knoten
Der Bimini-Twist-Knoten ist ein Anglerknoten, der mit einer Tragkraft von 100 % angegeben wird. Er eignet sich daher auch für kapitale Fische.

## Knüpfen
Die Angelschnur wird (evtl. zweimal) durch die Hakenöse geführt und das Schnurende festgehalten. Danach wird der Haken, am besten von einem Helfer, abhängig von der Schnurdicke bis zu 20 mal verdreht. Ab der letzten Wicklung wird das Schnurende bis zum Anfang zurückgewickelt. Auf jeder Part am Haken wird nun ein halber Schlag aufgesetzt und danach mit einem „Zweischlingenknoten“ die Schnur fixiert. Die überstehende Schnur wird abgeschnitten.

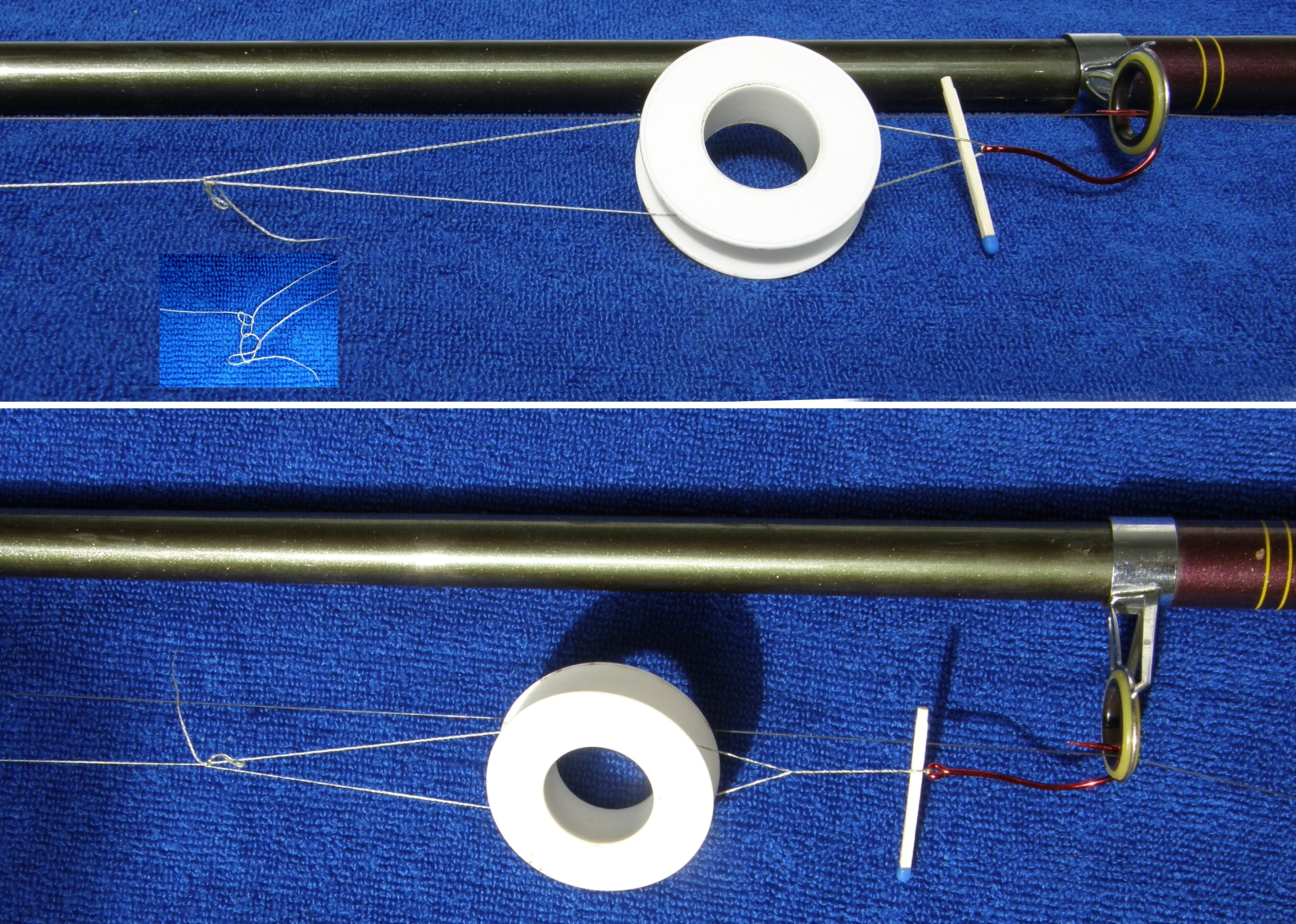
Bimini mit Hilfsspule wickeln

- Alternativ kann der Angelhaken an einem Schnurlaufring eingehakt und das Schnurende mit der gespannten Schnur in ausreichendem Abstand (20–30 cm) vom Haken z. B. mit einem Halben Schlag mit Slip befestigt werden. Danach wird mit einem Abstandsklötzchen (Streichholzschachtel, leerer Spulenrolle etc.), welches zwischen Hauptschnur und Schnurende nach dem Haken eingesteckt wird, die gewünschte Anzahl an Drehungen hergestellt. Darauffolgend wird der „Halbe Schlag mit Slip“ aufgezogen und mit den Rückwicklungen weiterverfahren.
- Bei sehr dünnen Angelschnüren empfiehlt es sich, am Haken einen Nagel oder ein Streichholz vor die erste Wicklung zu stecken, damit die Endknoten am Haken nach den Rückwicklungen ausgeführt (durchgesteckt) werden können.
- Mit den empfohlenen 20 Drehungen würde der Twist sehr lange werden und bis zum vierfachen (70–80) an Wicklungen benötigen, um bei der Rückwicklung eng umwickelt wieder bis zum Haken zu gelangen. Der unten abgebildete Knoten wurde mit einer Reepschnur mit fünf Drehungen versehen, was 20 Rückwicklungen ergab!

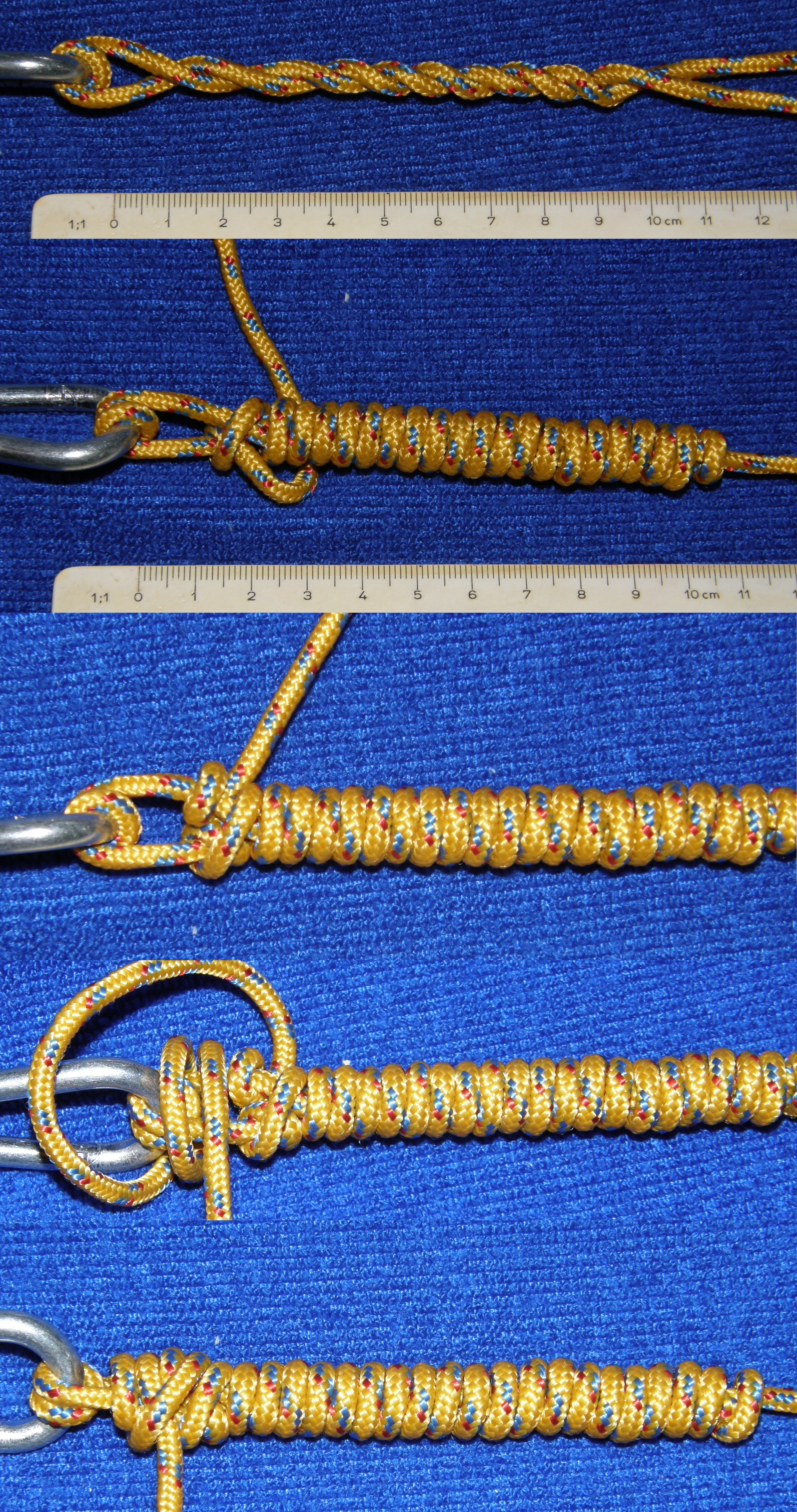
Bimini mit Reepschnur und 5 Drehungen
Bimini knüpfen
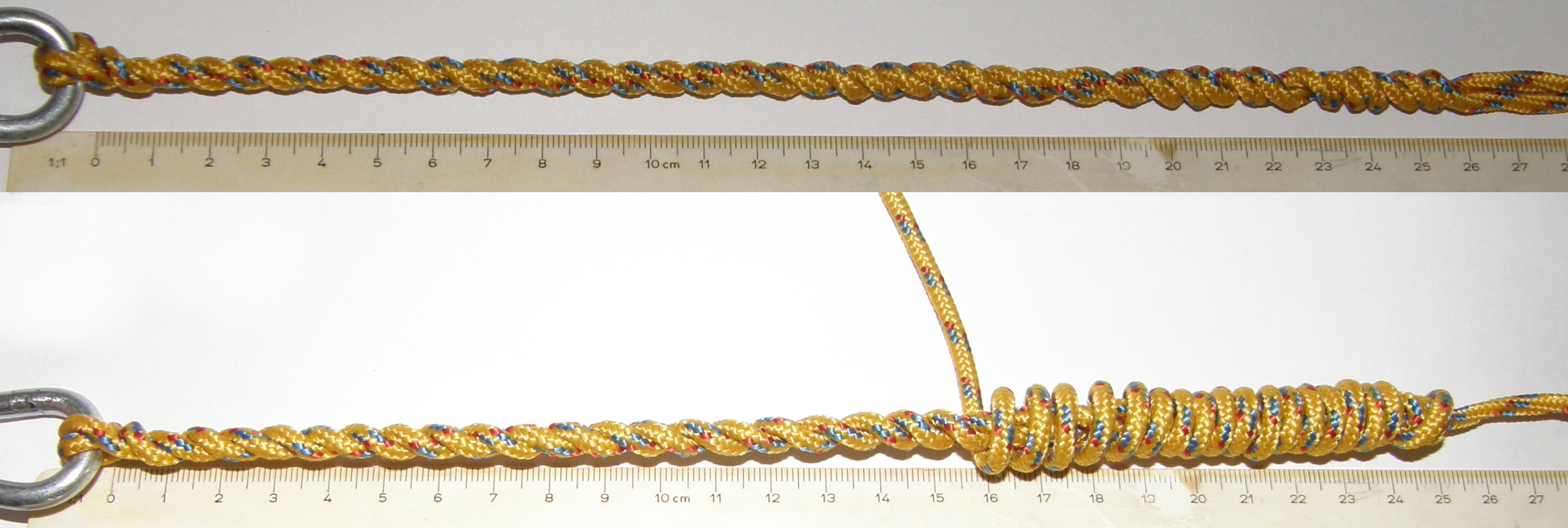
Bei 20 Drehungen reichen 20 (enge) Rück-Wicklungen (unten rechts) nicht bis zum Haken
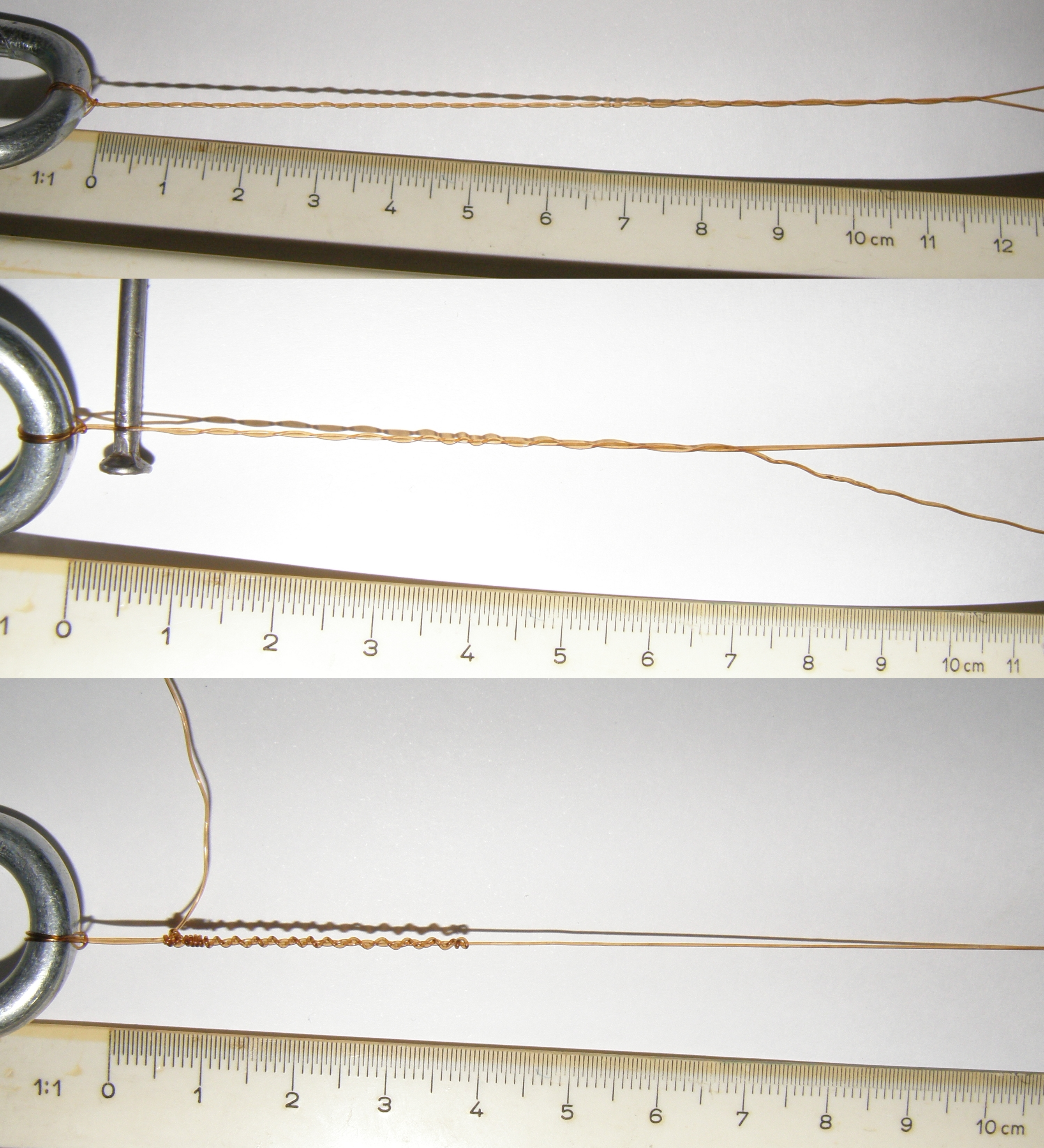
Mit Angelschnur und Nagel ausgeführter Bimini-Twist-Knoten, oben 20 darunter 10 Drehungen mit 20 Rückwicklungen

## Abwandlungen
- Albrightknoten